# خفافيش صغيرة
تُشكِّل الخفافيش الصغيرة رُتَيْبة مايكروتشيروبتيرا (Microchiroptera) داخل رتبة تشيروبتيرا (Chiroptera) (الخفافيش). ويُشار إليها غالبًا باسمها العلمي. وهناك أسماء إنجليزية أخرى مثل: «الخفافيش آكلة الحشرات» أو «الخفافيش مُحدِّدة الموقع بالصدى» أو «الخفافيش الصغيرة» أو «الخفافيش الحقيقية».
ولكن كل تلك الأسماء تُعتبر غير دقيقة إلى حد ما، لأن جميع الخفافيش الصغيرة لا تتغذى على الحشرات، كما أن بعضها يكون أكبر من خفافيش الفاكهة الصغيرة.
وتتضح الاختلافات بين الخفافيش الصغيرة وخفافيش الفاكهة كالآتي:
- تستخدم الخفافيش الصغيرة تحديد الموقع بالصدى، بينما لا تفعل ذلك خفافيش الفاكهة في العادة (يُعد خفاش الفاكهة المصري خفاش الفاكهة المصري استثناءً).
- تفتقد الخفافيش الصغيرة وجود مخلب في الإصبع الثاني في القدم الأمامية.
- لا تُغلق آذان الخفافيش الصغيرة لتكون شكل حلقة: تكون الأطراف منفصلة عن بعضها البعض عند نهاية الأذن.
- تفتقد الخفافيش الصغيرة وجود الفروة التحتية، ولكنها تمتلك شعرا حاميا، أو يمكن أن تكون مجردة منه.

تتغذى معظم الخفافيش الصغيرة على الحشرات. تقوم بعض الأنواع الأكبر حجمًا باصطياد الطيور أو السحالي أو الضفادع أو حتى السمك. أما الخفافيش الصغيرة التي تتغذى على دماء الثدييات الضخمة (الخفافيش مصاصة الدماء)، فتوجد في الأمريكتين في جنوب الولايات المتحدة. ويتراوح طول الخفافيش الصغيرة بين 4 إلى 16 سم. وتشتهر الخفافيش الصغيرة ورقية الأذن بأنها تتغذى على الفاكهة والرحيق. وهناك ثلاثة أنواع من الخفافيش ورقية الأذن تتتبَّع فترة إزهار الصبَّار العمودي في شمال غرب المكسيك وجنوب غرب الولايات المتحدة باتجاه الشمال في فصل الربيع، وبعد ذلك تتتبَّع الأغاف (الصبَّار) المُزهر باتجاه الجنوب في فصل الخريف.

## تحديد الموقع بالصدى
تُطلق الخفافيش الصغيرة موجات فوق صوتية عبر الـحنجرة وتُصدر الصوت من خلال الأنف أو الفم المفتوح. يتراوح مدى تردد الموجات  التي يصدرها الخفاش الصغير من 14,000 وحتى أكثر من 100,000 هرتز، وذلك يفوق مدى الـأذن البشرية (يبلغ المدى المعتاد لسمع البشر من 20 هرتز إلى 20,000 هرتز). وتكوِّن الأصوات المنبعثة حزمة كبيرة من الصوت تُستَخدم لاستكشاف البيئة المحيطة. انظر المقال الرئيسي حول تحديد موقع الحيوانات بالصدى للحصول على تفصيلاتٍ.
وقد ابتكرت بعض العثث نظامًا للحماية ضد الخفافيش. فبإمكانها أن تسمع الموجات فوق الصوتية التي يصدرها الخفاش وتهرب بمجرد أن تلحظها، أو يمكنها أيضًا أن تتوقف عن ضرب أجنحتها لفترة من الوقت لكي تُفقِد الخفاش القدرة على التقاط إشارة الصدى من الأجنحة المتحركة التي يمكن أن توجِّهها. ولمواجهة ذلك، يمكن أن يتوقف الخفاش عن إصدار الموجات فوق الصوتية المندفعة عندما يقترب من فريسته، ومن ثمَّ، يتفادى اكتشافه.

## التصنيف
فيما يلي تصنيف الخفافيش وفقًا لسيمونز (Simmons) وجيسلر (Geisler) في (1998):
فيلق خفافيش ذات الأجنحة الكيسية
- فصيلة خفافيش ذات الأجنحة الكيسية (الخفافيش ذات الأجنحة الكيسية)

فيلق Rhinopomatoidea
- فصيلة خفاش ذيل الفأر (خفاش ذيل الفأر)
- فصيلة خفاش طنان (الخفاش الطنان أو خفاش أنف الخنزير)

فيلق Rhinolophoidea
- فصيلة خفاش حدوة الفرس (خفاش حدوة الفرس)
- فصيلة خفافيش ذو الوجوه المشقوقة (خفافيش ذو الوجوه المشقوقة)
- فصيلة خفافيش الشبح (خفاش الشبح)

فيلق خفافيش الليل
- فصيلة خفافيش الليل (خفاش الليل أو خفاش المساء)

فيلق Molossoidea
- فصيلة خفاش حر الذيل (خفاش حر الذيل)
- فصيلة Antrozoidae (خفاش شاحب)

فيلق Nataloidea
- فصيلة خفاش الأذن القمعية (خفافيش الأذن القمعية)
- فصيلة خفاش الماص (خفاش الماص)
- فصيلة خفافيش الأجنحة القرصية (خفافيش الأجنحة القرصية)
- فصيلة خفافيش رمادية (خفافيش رمادية)

فيلق Noctilionoidea
- فصيلة خفاش بلدغ (خفاش بلدغ أو خفاش الصياد)
- فصيلة خفافيش نيوزيلندا قصيرة الذيل (خفافيش نيوزيلندا قصيرة الذيل)
- فصيلة خفافيش ذو وجه الشبح (الخفاش ذو وجه الشبح أو الخفاش ذو الشارب)
- فصيلة خفاش الأنف الورقي (الخفاش ورقي الأذن)